# Ulica Lechicka w Poznaniu
Ulica Lechicka – jedna z głównych ulic północnej części Poznania. Jest odcinkiem drogi krajowej nr 92 i tranzytowej obwodnicy śródmieścia. Na odcinku od  ul. Naramowickiej do Ronda Obornickiego pokrywa się z planowaną III ramą komunikacyjną. Termin modernizacji tego odcinka nie jest jeszcze wyznaczony. Ulica pokrywa się również z istniejącą w XIX wieku drogą rokadową Twierdzy Poznań łączącą forty: IVa, V, Va, a dalej forty: VI i VIa (jako ul. Lutycka). Fragment oryginalnej drogi wraz z zachowanym drzewostanem można zobaczyć niedaleko Ronda Obornickiego. Do 1990 r. na odcinku od ronda do ul. Piątkowskiej ulica stanowiła granicę pomiędzy Starym Miastem a Jeżycami.
Od nocy z 29 na 30 maja 2020 roku, w związku z przebudową skrzyżowania ulic Lechickiej z Naramowicką i budową trasy tramwajowej na Naramowice, pomiędzy rondem Obornickim a skrzyżowaniem z ulicą Serbską w godzinach 7:00 – 9:00 i 15:00 – 18:00 (porannego i popołudniowego szczytu komunikacyjnego) obowiązywał zakaz wjazdu pojazdów o masie powyżej 16 ton. Ograniczenia te zniesiono po zakończeniu przebudowy.

## Opisane obiekty
Od zachodu:
- Rondo Obornickie,
- Trójpole,
- Fort Va,
- Centrum handlowe Poznań Plaza,
- PST – stacja Lechicka/Poznań Plaza,
- osiedle Zwycięstwa,
- osiedle Wichrowe Wzgórze,
- hotel Quality System,
- Fort V,
- osiedle Kosmonautów,
- osiedle Za Fortem,
- Naramowice,
- Wilczy Młyn,
- Fort IVa,
- Lewobrzeżna Oczyszczalnia Ścieków,
- most Lecha i rzeka Warta.